# Valsgärde

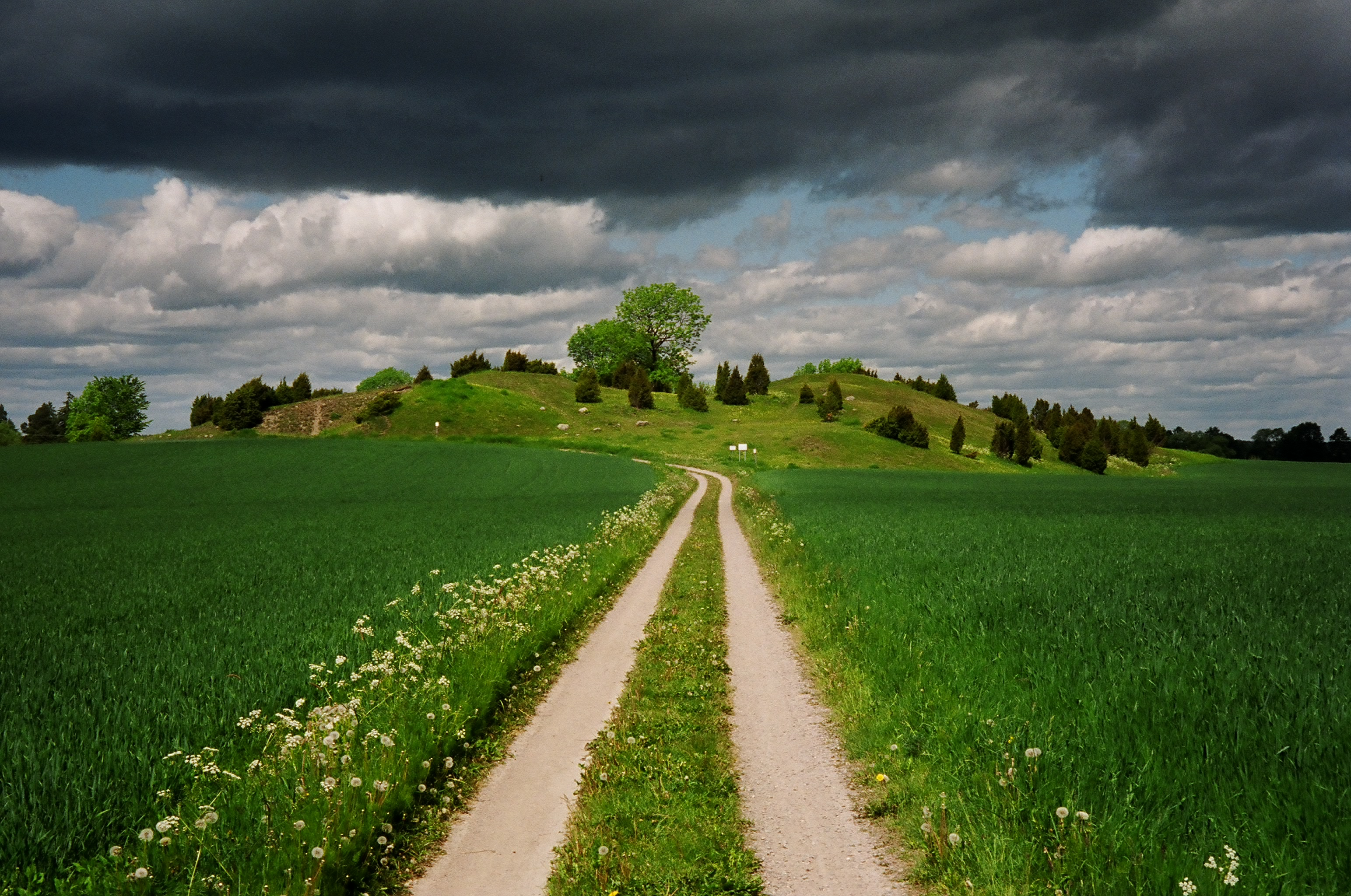
Hügel von Valsgärde

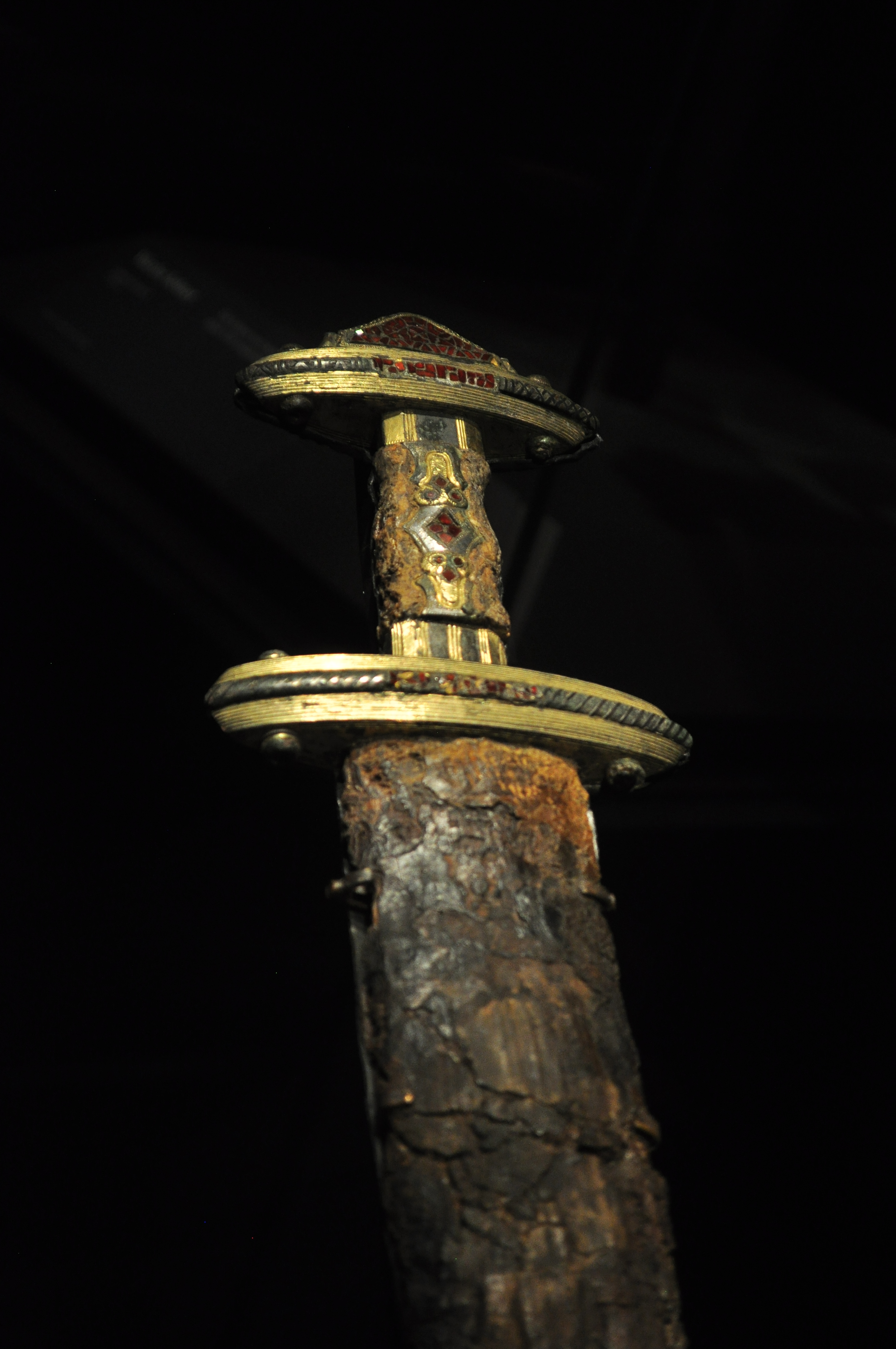
Schwertgriff aus Valsgärde

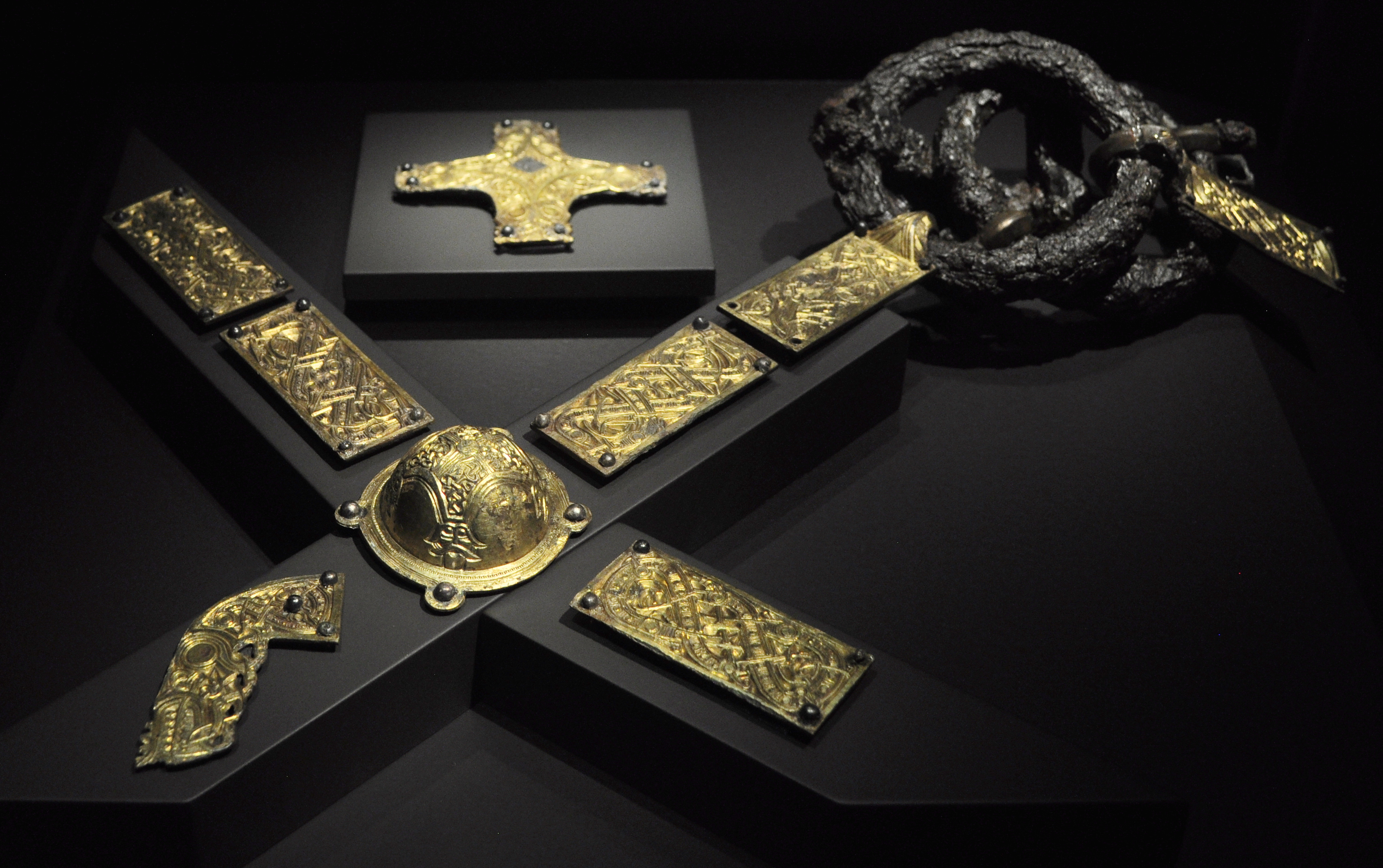
Pferdegeschirr von Valsgärde

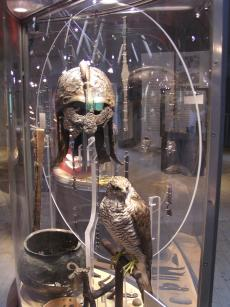
Beigaben eines der Bootsgräber von Valsgärde

Valsgärde ist ein Hof am Fyrisån-Fluss in der Nähe von Alt-Uppsala. Ein benachbarter Hügel ist berühmt für seine vendelzeitlichen Bootsgräber. Insgesamt beherbergt die Stätte 15 Bootsgräber und insgesamt mindestens 62 Brandgräber sowie 15 Kammergräber.

## Chronologie und Art der Gräber
Die ersten Grabungen erfolgten 1928, wobei einige langgestreckte Vertiefungen auf dem Hügel bereits vorher als eingesunkene Boote gedeutet wurden. Im Laufe mehrerer Jahre wurde der gesamte Hügel durch Sune Lindqvist ergraben. Die frühesten Bestattungen stammen aus der vorrömischen Eisenzeit. Nach einer Unterbrechung von rund 400 Jahren setzt die Nutzung ab der späten römischen Eisenzeit erneut ein und dauert bis ins Frühmittelalter.
Die frühen Gräber sind durch einige Brandgräber und Körperbestattungen in Holzkisten repräsentiert, die allerdings zum größten Teil geplündert wurden. Die Masse der Brandgräber entstammt der Vendelzeit, ist aber nur mit dürftigen Beigaben ausgestattet.
Unter den 15 Bootsgräbern ist das Grab 8 eines der ältesten und datiert um 560–630 n. Chr. Weitere vendelzeitliche Gräber sind 7, 5, 6, 13, 14, während die Gräber 4, 12, 15, 1 und 11 wikingerzeitlich sind.
Die Bootsgräber zeichnen sich durch reiche Beigaben aus und stellen offenbar die Ruhestätten führender Männer dar, die im hinteren Teil von Booten bestattet wurden. Die Boote wurden in Rinnen gestellt und mit Balken und Erde überdeckt. Ähnlich wie die Bootsgräber von Vendel beinhalten sie reich verzierte Waffen, Pferdegeschirre, Glasgefäße und Werkzeuge. Typisch sind ferner mehrere geopferte Haustiere, wie Pferde, Rinder und Schweine.

### Grab sieben
Grab 7 stellt eines der reichsten Bootsgräber der Anlage dar. Hier waren über den Leichnam drei Schilde gelegt worden, von denen einer zwei raubvogelförmige Beschläge trug. Darüber hinaus wurden dem Toten zwei Schwerter mit vergoldeten Bronzegriffen, zwei hölzerne Schwertscheiden und ein pressblechverzierter Kammhelm mitgegeben. Die Augenbrauen des Helms sind aufwendig mit Almandineinlagen verziert. Weitere Beigaben waren Trinkhörner, eine Speerspitze, eine Axt, eine Schere, ein Eisenkessel, ein Bratspieß, eine Feuerzange sowie knöcherne Spielsteine und Würfel. Mit dem Toten waren drei Pferde und ein Rind bestattet. Die Bestattungszeit ist in die Mitte des 7. Jahrhunderts zu datieren.

### Grab sechs
Ein weiteres besonders reich ausgestattetes Bootsgrab stellt Grab 6 dar. Dem Toten waren unter anderem drei Schilde, ein pressblechverzierter Helm mit Ringketten-Halsschutz, zwei Schwerter mit Holzscheiden und Zaumzeug, ein Speer, drei Arbeitsäxte, mehrere Pfeilspitzen und verschiedene Küchengeräte mitgegeben worden. Die Bestattungszeit wird auf um 750 geschätzt.